# Себекхотеп VII
Себекхотеп VII — давньоєгипетський фараон з XIII династії.

## Життєпис
Себекхотеп VII згадується у Туринському царському папірусі, відповідно до якого він правив два роки, невідому кількість місяців і чотири дні. При цьому він був останнім правителем XIII династії, ім'я якого збереглось у Туринському списку. Також ім'я фараона згадано у Карнакському списку.
Окрім того, у Карнаці було знайдено дві статуї Себекхотепа: перша з них нині зберігається у Каїрському музеї, а друга — у Луврі.